# Бондарев, Александр Владимирович
Александр Владимирович Бондарев (4 марта 1972, Москва) — российский продюсер, сценарист, актёр,  заместитель генерального директора «Киностудии КИТ», член Ассоциации продюсеров кино и телевидения.

## Биография
В 1989 году окончил среднюю общеобразовательную школу № 74.
В 1993 году окончил Всесоюзный Государственный Институт Кинематографии (ВГИК) по специальности: «Оператор-постановщик художественных фильмов».
В 1993 году работал в видеодепартаменте радио «Европа плюс».
В 1994 году работал в рекламной группе «Иван!».
В 1995 году основал и возглавил продюсерский центр «ИВАН!». По настоящее время является соучредителем этой компании.
В 2016 году начал работать в «Киностудии „КИТ“ в качестве директора по производству.

### Награды
В 2010 году международная версия фильма „На игре“ завоевала ряд престижных наград на фестивалях в США.
На фестивале Action on Film:
- лучший экшен-фильм года,
- лучшая экшен-сцена.

На фестивале Los Angeles Film Festival of Hollywood:
- лучший фильм года,
- самый зрелищный фильм,
- лучшая работа оператора,
- лучшая работа художника,
- лучшие каскадеры.

На фестивале Los Angeles International Film Festival:
- лучшая работа каскадеров,
- лучшие спецэффекты.

На фестивале New York City International Film Festival:
- приз за лучшие спецэффекты.

Также в 2010 году фильм „На игре“ получил премию „Жорж“ в номинации „Лучший российский экшн“.
Александр Бондарев является дважды лауреатом премии „ТЭФИ“:
- ТЭФИ-98 в номинации „Продюсерская работа“ — „Цикл программ Эдварда Радзинского“
- ТЭФИ-03 в номинации „Продюсерская работа“ — „Фабрика звезд-1“

### Творческие достижения
В период с 1995 по 2010 год является продюсером следующих проектов:
1995 год:
- XIX московский международный кинофестиваль. Коммерческий директор и главный продюсер церемонии открытия и закрытия;
- Неделя высокой моды, Сочи;
- Официальная церемония „100 лет кино“;
- Гастроли Патрисии Каас;
- Открытие российского представительства компании „Де Бирс“;
- Телепрограмма „Момент истины“;
- Телепрограмма „Загадки истории. Эдвард Радзинский“;
- Цикл программ „Семь дней спорта“.

1996 год:
- „Юбилейный вечер Геннадия Хазанова“;
- Телеверсия концерта и фильм „Стинг в Москве“;
- Телеверсия концерта „Дэвид Боуи в Москве“;
- Организация гастролей и телеверсия концерта „Deep Purple and Status Quo“ в Москве;
- Церемония открытия ресторана „Планета Голливуд“;
- Первая церемония „Золотой граммофон“;
- Часть постановочных работ и производство телеверсии церемонии „НИКА“;
- Производство церемонии и телеверсии вручения „ТЭФИ-96“.

1997 год:
- „Юбилейный вечер Юрия Никулина“;
- Телеверсия концертов „Тина Тёрнер в Москве“;
- Телеверсия вечера „Сюрприз для Аллы Борисовны“;
- Часть постановочных работ и производство телеверсии церемонии „НИКА“;
- Телеверсия рок-фестиваля „Максидром“;
- Производство церемонии и телеверсии вручения „ТЭФИ-97“;
- XX московский международный кинофестиваль». Коммерческий директор и главный продюсер церемонии открытия и закрытия;
- Акция «ОРТ против видеопиратства»;
- Фестиваль «Танцующий город»;
- Вторая церемония «Золотой граммофон»;
- Продюсерский центр «ИВАН!» постановлением правительства Москвы назначен главным рекламным агентством по проведению торжеств, посвящённых празднованию 850-летия основания Москвы.

1998 год:
- Производство телеверсии концертов «Рождественские встречи Аллы Борисовны»;
- Концерт памяти «Владимир Высоцкий. Я, конечно, вернусь…»;
- Производство телеверсии концертов Филиппа Киркорова «Лучшее. Любимое. Только для Вас…»;
- Часть постановочных работ и производство телеверсии церемонии «НИКА»;
- Производство церемонии и телеверсии вручения «ТЭФИ-98»;
- Продюсерский центр «ИВАН!» постановлением Правительства Москвы назначен главным рекламным агентством по проведению Всемирных юношеских игр в Москве.

1999 год:
- Постановка и производство телеверсии проекта «Новогодняя ночь на ОРТ»;
- Телеверсия праздничного концерта «8 марта на ОРТ»;
- Часть постановочных работ и производство телеверсии церемонии «НИКА»;
- XXI Московский Международный Кинофестиваль. Коммерческий директор и главный продюсер церемонии открытия и закрытия;
- Церемония «Мисс Содружество»;
- Подготовка, проведение и телеверсия Фестиваля MTV и концерта группы «Red Hot Chili Peppers» на Васильевском спуске;
- Церемония открытия после реконструкции ресторана «Прага»;
- Церемония в Кремле «60 лет ВВЦ»;
- Юбилей журнала «Огонёк».

2000 год:
- Назначен руководителем производства и технической поддержки телевизионных версий церемонии инаугурации президента РФ Владимира Путина в 2000 году;
- Постановка и производство телеверсии проекта «Новогодняя ночь на ОРТ»;
- Церемония «Триумф» в Большом театре;
- 25-летие киножурнала «Ералаш»;
- Телеверсия концерта Земфиры в СКК «Олимпийский»;
- Юбилейный вечер В. Васильева в Большом Театре;
- Часть постановочных работ и производство телеверсии церемонии «НИКА»;
- Концерт в СКК «Олимпийский», посвящённый 10-летию группы «Любе»;
- Телеверсия торжественного концерта в Кремле, посвящённого 55-летию победы в Великой Отечественной войне;
- Празднование 10-летия радио «Европа Плюс»;
- Телеверсия шоу «Русский силуэт»;
- XXII московский международный кинофестиваль. Коммерческий директор и главный продюсер церемонии открытия и закрытия;
- Шоу «Менты в Кремле»;
- Торжественное празднование 10-летия «Независимой газеты»;
- Торжественное празднование 10-летия «Альфа-банка».

2001 год:
- Производство церемонии и телеверсии вручения «ТЭФИ-01»;
- XXIII московский международный кинофестиваль". Коммерческий директор и главный продюсер церемонии открытия и закрытия;
- Третья всемирная театральная олимпиада;
- Часть постановочных работ и производство телеверсии церемонии «НИКА»;
- Концерт Леонида Агутина и Аль Ди Миола;
- Церемония «Триумф».

2002 год:
- XXIV московский международный кинофестиваль. Коммерческий директор и главный продюсер церемонии открытия и закрытия;
- Часть постановочных работ и производство телеверсии церемонии «НИКА»;
- «Триумф 2002»;
- «Фабрика звезд-1»;
- Постановка и производство телеверсии проекта «Новогодняя ночь на ОРТ».

2003, 2004 годы:
- «Фабрика звезд-2»;
- Шоу «Вторая половина».

2005 год:
- Производство документального фильма «Толпа» по заказу Первого канала;
- Церемония вручения телевизионной премии «ТЭФИ-регион».

2006 год:
- Производство документального фильма «Фарца» по заказу Первого канала;
- Производство документального фильма «Эра дефицита» по заказу Первого канала;
- Проведение комплекса работ по презентации премьерного показа и трансляции в эфире канала «Россия» документального фильма «Вода»;
- Церемония вручения телевизионной премии «ТЭФИ-регион»;
- Производство документального фильма «Проколы и приколы» по заказу Первого канала;
- Производство документального фильма «Охота на неродившегося ребёнка» по заказу Первого канала.

2007, 2008, 2009 годы:
- Дилогия «На игре» и «На игре: Новый уровень», режиссёр Павел Санаев.

2009 год:
- Производство ряда антиалкогольных роликов социальной рекламы «Береги себя» по заказу Федерального агентства по печати и массовым коммуникациям.

2010 год:
- Работа над производством документального 8-серийного фильма под рабочим названием «СССР» по заказу Всероссийской государственной телевизионной и радиовещательной компании;
- Производство 8-серийного документального фильма «Контекст или искусство быть счастливым» по заказу Первого канала;
- Производство социальной рекламы по заказу Издательского совета Русской православной церкви.

Под руководством Александра Бондарева в разработке находятся два полнометражных фильма: «Арена» и «Контекст или искусство быть счастливым».

## Фильмография

### Актёр
- 2015, 2017 — Квест (Латвия, Россия) — продюсер Дэна
- 2018 — Эпидемия — мужик

### Продюсер
- 2009 — На игре[1]
- 2010 — На игре: Новый уровень[1]
- 2011 — «Контекст, или Искусство быть счастливым». Цикл телевизионных передач по заказу Первого канала
- 2011 — «СССР. Крушение». Документальный фильм по заказу ВГТРК
- 2012 — «Жизнь. Инструкция по применению». Полнометражный научно-популярный фильм
- 2012 — «Джерри». Короткометражный фильм.
- 2013 — «Универсиада. Год до старта». Документальный фильм, посвящённый подготовке и проведению XXVII Всемирной летней Универсиады 2013
- 2013 — «Наследие». Многосерийный телевизионный фильм.
- 2013 — «Квест». Многосерийный приключенческий сериал по заказу телеканала СТС
- 2015 — «Завтра». Политический сериал по заказу телеканала «Дождь»
- 2016 — «Охота на дьявола». Многосерийный исторический сериал НТВ
- 2016 — «Мятеж». Многосерийный исторический сериал.
- 2017 — «Мёртв на 99 %». Детективный сериал по заказу телеканала НТВ
- 2017 — «Легенда о Коловрате». Полнометражный исторический фильм
- 2017 — «Рубеж». Полнометражный фильм
- 2018 — «Русалка. Озеро мёртвых». Полнометражный фильм ужасов
- 2018 — «Крепость Бадабер»
- 2018 — «Султан моего сердца»
- 2018 — «Эпидемия» (1 сезон)
- 2018 — «Ноль»
- 2018 — «Сильная слабая женщина»
- 2020 — «Доктор Лиза»
- 2021 — «Курорт цвета хаки»
- 2021 — «Хозяйка горы»
- 2021 — «Собор»
- 2021 — «Чиновница»
- 2021 — «Мой папа не подарок»
- 2022 — «Amore more»
- 2023 — «Министерство»
- 2022 — «Далёкие близкие»
- 2023 — «Один шанс на троих»
- 2023 — «Чужой»
- 2023 — «Нинель»
- 2023 — «Шпион»
- 2022 — «Больше, чем любовь»
- 2022 — «Аврора»

### Сценарист
- 2022 — «Аврора»

## Награды
- Почётный диплом Московской городской думы (3 сентября 1997 года) — за большую организаторскую работу по привлечению спонсорских средств для подготовки празднования 850-летия основания Москвы[2].